# Валашское право
Валашское право (лат. jus valachicum, венг. vlach jog) — историческая система обычного права средневековых (XIV—XVII веков) валашских общин (изначально пастушеских групп, практиковавших кочевое и отгонное животноводство), в Центральной и Восточной Европе. Валашское право регулировало права, обязанности членов общины, а также подати, привилегии, освобождения и взаимоотношения со местной знатью.

## Образование
Валашское право сформировалось из обычаев полукочевых пастушеско-животноводческих общин восточных романцев. Занимаясь отгонным животноводством, валахи регулярно перегоняли свои стада между горными (летовье) и низменными (зимовья) областями Карпато-Дунайских земель. Единицей общественной и экономической организации являлась община («катун», родственное тюркскому «кутан»), представлявшая собой группу из нескольких семей или хозяйств, как правило связанных кровным родством. Во главе средневекового катуна стоял старейшина, под чьим руководством члены общины выполняли свои обязанности перед феодалом и исполняли отведённые роли в скотоводческом хозяйстве. Старейшины нескольких катунов, пользующихся общим пастбищем, составляли совет, ведавший вопросами совместного использования пастбищ и т. п.. Лидер объединения нескольких катунов (в средневековых сербских источниках называемый «судья», а с начала XIII века — «князь») назначался правителем из числа старейшин и служил звеном между самоуправляемыми общинами и государством. Над крупными объединениями валашских общин стоял «воевода», чьей обязанностью был набор воинов из числа общинников и военное командование.
В течение продолжительного времени валашские общины не были привязаны к определённому месту. Со временем, место зимовья (на земле феодала или монастыря) становилось постоянным и на его месте образовывалось постоянное поселение — деревня, на которую также перешёл термин «катун». Так, на современном сербском и болгарском языках «катун» означает «место в горах, где выпасают и доят скот (в первую очередь, овец)»; на румынском «cătun» означает «деревня или маленькая группу домов, меньше села»; на албанском «katund» означает «село»; на новогреческом «κατούνα» («katuna») означает «тент, палатка, лагерь»; на цыганском «katuna» означает «палатка».
В средние века, вытесняемые тюркскими народами (печенегами, половцами, татарами, турками), некоторые из валахов мигрировали на западные склоны Карпат, на территорию Великой Моравии, Венгерского, Польского королевства и других государств. Феодалы и правители, заинтересованные в заселении горных областей, предоставляли новым колонистам привилегии, учитывающие их обычаи и образ жизни. Так, например, венгерские короли предоставляли валахам землю в Закарпатье на условиях долгосрочного наследственного найма.
Община, принявшая валашское право, имела независимое самоуправление, судопроизводство, льготное налогообложение и освобождение от феодальных повинностей. В частности, занимаясь преимущественно животноводством, общины на валашском праве платили оброк продуктами своей деятельности — овцами и сыром.

## Применение валашского права
Впоследствии валашское право распространялось также и на общины, не являющиеся ни валашскими этнически, ни пастушескими по роду занятий. Известно, например, о массовом переходе с русского права на валашское (и немецкое) в Галиции после её вхождения в состав Польского королевства (в XIV веке). В XVI и XVII веках славянские пастушеские группы (такие, как гурали) осели на условиях валашского права в северной части Венгерского королевства. Заселение земель различными этническими группами по валашскому праву привело к появлению этнических анклавов из чехов, поляков и русинов на территории исторической Венгрии.
В XVIII—XIX веках имело место снижение роли животноводства, ликвидация сервитутов (права крестьян выпасать скот на угодьях феодалов), изъятие горных пастбищ под лесопосадки для нужд промышленности и строительства. Многие пастушеские общины перешли к оседлому образу жизни, обработке земли и сливаются с крестьянским населением. Вместе с упадком отгонного животноводства исчезла и система валашского права.